# Seneca (Oregon)
Seneca is een plaats (city) in de Amerikaanse staat Oregon, en valt bestuurlijk gezien onder Grant County.

## Demografie
Bij de volkstelling in 2000 werd het aantal inwoners vastgesteld op 223. In 2006 is het aantal inwoners door het United States Census Bureau geschat op 195, een daling van 28 (-12,6%).

## Geografie
Volgens het United States Census Bureau beslaat de plaats een oppervlakte van 2,2 km², geheel bestaande uit land. Seneca ligt op ongeveer 1425 m boven zeeniveau.

## Plaatsen in de nabije omgeving
De onderstaande figuur toont nabijgelegen plaatsen in een straal van 44 km rond Seneca.